# 15e régiment de fusiliers motorisés de la Garde
Pour les articles homonymes, voir 15e régiment.
Le 15e régiment de fusiliers motorisés de la Garde « Shavlinsky » des ordres de Lénine et du Drapeau rouge (russe : 15-й гвардейский мотострелковый Шавлинский ордена Ленина, Краснознамённый полк) est un régiment des forces terrestres russes. L'unité militaire numéro 31134 est basée à Kalininets (oblast de Moscou) et fait partie de la 2e division de fusiliers motorisés de la Garde du district militaire ouest (1re armée de chars de la Garde).

## Histoire
Le régiment est créé en 1918. Au début de la guerre, il est nommé 875e régiment d'infanterie et appartient à la 127e division de fusiliers (1re formation). Pendant la Grande Guerre patriotique, le régiment participe à la défense de Smolensk en 1941, à des batailles près de Koursk, à la libération de la péninsule de Taman et à la libération de l'Ukraine et de la Lituanie. Pour ses actions pendant la guerre, le régiment reçoit le statut honorifique d'unité « de la Garde » en tant que 15e régiment de fusiliers de la Garde. Pour la libération de la ville lituanienne de Šiauliai lors de l'offensive du même nom, le régiment reçoit le titre honorifique « Shavlinsky »,.
En 1953, le 15e régiment de fusiliers de la Garde est réorganisé en 130e régiment mécanisé de la Garde (unité militaire 73881) de la 23e division mécanisée de la Garde (en). En 1957, le régiment devient le 406e régiment de fusiliers motorisés de la Garde, avec la création d'unités et de formations de fusiliers motorisés.
Le 4 mai 1990, l'unité revient à son numéro d'origine de la Seconde Guerre mondiale en tant que 15e régiment de fusiliers motorisés de la Garde.
Le 15 mai 2009, lors d'une réorganisation militaire, le régiment est dissous, avant d'être relancé en 2013 au sein de la 2e division de fusiliers motorisés de la Garde.
Au cours de toute l'histoire du régiment, plus de 600 militaires ont reçu des distinctions et des médailles, dont plus de 250 Ordre du Courage.

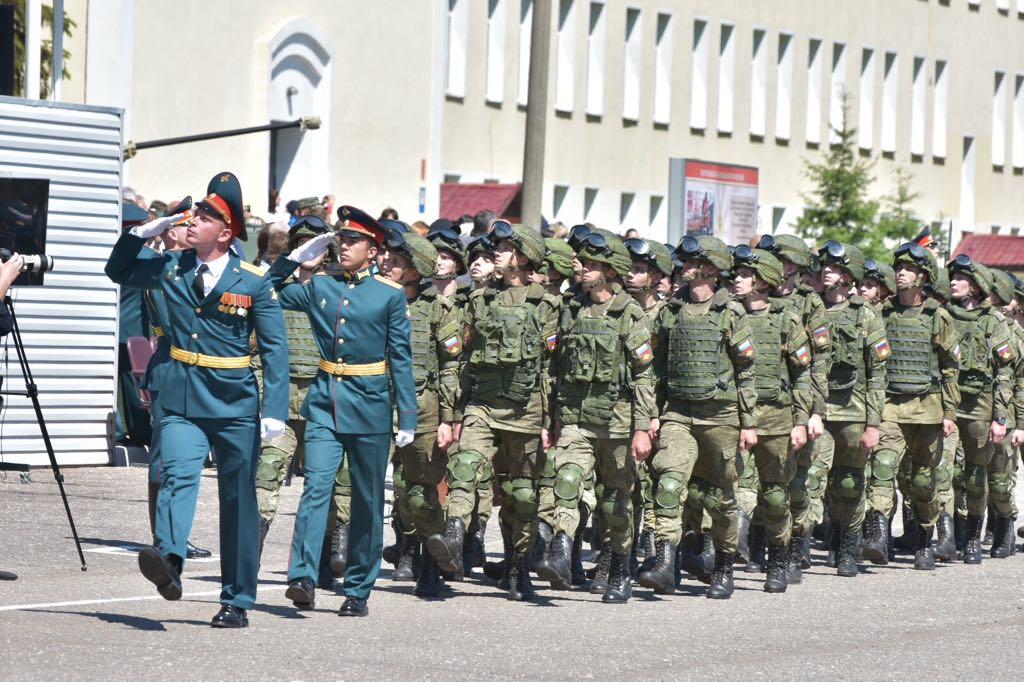
Célébrations du 110e anniversaire du régiment.

En mars 2022, après le début de l'invasion russe de l'Ukraine, les soldats du régiment refusent de participer aux hostilités sur le territoire ukrainien, selon les médias ukrainiens. Après le début de l'invasion, le commandant du régiment, le colonel Kharitonov, aurait été grièvement blessé sur le champ de bataille.